# Sebastian Gacki
Sebastian Gacki (né le 27 octobre 1984 à Vancouver, Colombie-Britannique) est un acteur canadien. Il aime les animaux et a grandi avec de nombreux animaux. Il a été decouvert par le cinéaste David DeCoteau qui l'a pris dans son film Bizutage Mortel (Killer bash). Il porte un anneau en forme de masque que son premier professeur de comédie lui a donné.

## Filmographie
- Motive (2014) - Dustin McEvers (épisode 2 saison 2)
- Smallville (2006) - Alden
- Kyle XY (2006) - Lifeguard
- Beastly Boyz (2006) - Travis
- Smallville (2005) - Delivery Boy
- Killer Bash (2005) - Matt Kelly
- The Brotherhood IV: The Complex (2005) - Lee Hanlon
- Eighteen (2004) - Shot German Soldier
- La Terreur du Loch Ness (Beyond Loch Ness) (2008) - Brody